# Stormbreaker
Stormbreaker, intitulado Alex Rider: Stormbreaker nos Estados Unidos (Brasil: Alex Rider Contra o Tempo / Portugal: Alex Rider: Operação Stormbreaker) é um filme de espionagem de ação e aventura de 2006 dirigido por Geoffrey Sax. O roteiro de Anthony Horowitz é baseado em seu livro de 2000 Stormbreaker, o primeiro livro da série Alex Rider. O filme é estrelado por Alex Pettyfer como Alex Rider, e também é estrelado por Mickey Rourke, Bill Nighy, Sophie Okonedo, Alicia Silverstone, Sarah Bolger, Stephen Fry e Ewan McGregor. Stormbreaker foi uma coprodução internacional entre empresas e financistas do Reino Unido, Estados Unidos e Alemanha.
O enredo do filme segue um adolescente que é recrutado pelo MI6 depois que seu tio, um agente secreto, é morto em combate. Ele é enviado em uma missão na Cornualha para coletar informações por trás do Stormbreaker, um avançado sistema de computadores sendo fornecido para escolas em toda a Grã-Bretanha e seu criador, o bilionário Darrius Sayle.
Com a intenção de ser a primeira participação em uma franquia cinematográfica, Stormbreaker arrecadou entre US$ 20.7 e US$ 23.9 milhões em todo o mundo após seu lançamento nos cinemas, deixando de recuperar seu orçamento de US$ 40 milhões e fazendo do filme um fracasso nas bilheterias. De acordo com Rotten Tomatoes, o filme foi amplamente criticado por sua falta de originalidade e credibilidade. Como resultado desses fatores, os planos para produzir mais filmes de Alex Rider foram abandonados. Antes ou depois do lançamento de Stormbreaker, Horowitz tinha escrito um roteiro baseado no livro Point Blanc, mas afirmou que as chances de mais filmes baseados nos livros de Alex Rider foram diminuídas devido ao mau desempenho do filme nas bilheterias. The Weinstein Company acabou cancelando seus planos para uma sequência, e Horowitz mais tarde expressou que os livros "não se traduzem bem no cinema".

## Sinopse
Alex Rider é um adolescente normal, que tem a vida transformada após a morte de seu tio, Ian. Na verdade, o jovem foi treinado pelo tio sem se dar conta disto e é recrutado pelo Serviço Secreto Britânico para se infiltrar, sem ser reconhecido, na organização do bilionário Darrius Sayle. Armado das mais variadas invenções para cumprir sua meta, ele precisa correr para vencer o primeiro inimigo.
Com cenas rodadas em Londres, o filme trás como destaque os atores Mickey Rourke como o vilão da história, a atriz Alicia Silverstone como a jovem governanta do protagonista e Robbie Coltrane que faz o Primeiro Ministro Britânico neste filme. Curiosamente, Robbie Coltrane tem experiência nesse estilo de filme por ter atuado em 007 contra Goldeneye e 007, o Mundo não é o Bastante.

## Elenco em ordem alfabética
- Alex Barrett – Gary
- Alex Pettyfer – Alex Rider
- Alicia Silverstone – Jack Starbright
- Andy Serkis – Mr. Grin
- Ashley Walters – Wolf
- Bill Nighy – Alan Blunt
- Damian Lewis – Yassen Gregorovich
- Ewan McGregor – Ian Rider
- Jimmy Carr – John Crawford
- Mickey Rourke – Darrius Sayle
- Missi Pyle – Nadia Vole
- Richard Huw – Teacher
- Robbie Coltrane – Primeiro Ministro
- Sarah Bolger – Sabina Pleasure
- Sophie Okonedo – Mrs. Jones
- Stephen Fry – Smithers

## Produção
Stormbreaker foi concebido pelo autor do livro, Anthony Horowitz, para ser a primeira entrada em uma franquia de filmes baseada em sua série Alex Rider. Horowitz, já um roteirista estabelecido e prolífico na televisão britânica, escreveu o roteiro e trabalhou muito de perto durante a produção do filme com o diretor Geoffrey Sax e os produtores Marc e Peter Samuelson. The Weinstein Company adquiriu os direitos norte-americanos do filme, que foi filmado no verão de 2005 com seis semanas na Ilha de Man e mais seis semanas em Londres. Algumas das cenas da escola foram filmadas no Grey Coat Hospital e na Ballakermeen High School, em Douglas, Ilha de Man.
Em 2005, Alex Pettyfer foi escalado como Alex Rider. Ele foi escolhido entre 500 aspirantes que fizeram o teste para o papel. Pettyfer foi originalmente oferecido um papel no próximo filme Eragon, mas recusou, observando que ele preferia Stormbreaker porque seria filmado perto de casa, enquanto Eragon iria filmar na República Tcheca.
Em junho de 2006, os produtores assinaram um contrato com a Nintendo que fez do Nintendo DS uma característica proeminente no filme, muito parecida com a Power Glove em The Wizard. Esta é uma atualização do Game Boy Color que Alex usou na versão original. Além do marketing da Nintendo no filme, o celular de Alex é um Nokia 7710 e ele usa uma caneta pentotal de sódio para chegar a Londres, não uma arma.
Em agosto de 2006, o filme foi renomeado para Alex Rider: Operation Stormbreaker para lançamento na América do Norte. Um novo cartaz e trailer foram lançados junto com o anúncio. Também foi revelado que a estreia dos EUA seria realizada no porta-aviões da Intrepid no Rio Hudson, em Nova York.
O nome do vilão também mudou de Herod Sayle para Darrius Sayle, com sua nacionalidade trocada de libanesa (egípcia na versão norte-americana do livro) para estadunidense. Isso porque Mickey Rourke já estava em negociações para assumir o papel, então Horowitz adaptou o personagem para se adequar a ele.

## Recepção

### Bilheteria
Stormbreaker foi distribuído pela Entertainment Film Distributors no Reino Unido, onde o filme arrecadou US$2,313,496 em seu fim de semana de estréia, bem abaixo de sua meta esperada de sucesso de bilheteria. O faturamento do filme diminuiu gradualmente a cada semana pelo restante de sua exibição, totalizando US$12,872,046, perfazendo mais da metade do que se tornaria o total bruto final do filme. Nos Estados Unidos, o filme foi distribuído pela The Weinstein Company em 221 cinemas e arrecadou $215,177, com uma média de $973 por tela e ranking nº 27 durante o seu fim de semana de abertura. O filme arrecadou US$677,646 nos Estados Unidos e US$23,260,224 internacionalmente, num total de US$23,937,870, com um orçamento estimado em US$40 milhões. The Numbers informaram um total mundial de US$20.7 milhões. Na Alemanha, o filme recebeu um lançamento diretamente em vídeo.
Em uma entrevista de 2007 para a Reuters, Horowitz culpou os fracassos financeiros de Stormbreaker na manipulação de distribuição do filme no mercado americano de The Weinstein Company, particularmente a sua decisão de não dar-lhe um grande lançamento. De acordo com o escritor, "Harvey Weinstein decidiu não distribuí-lo. É uma das coisas mais bizarras e irritantes que o filme não recebeu na América. Até hoje não sei por quê".

### Resposta da crítica
No Rotten Tomatoes, o filme tem uma pontuação de 34% com base em 67 avaliações com uma classificação média de 4.7 de 10. O consenso crítico afirma: "Alex Rider: Operation Stormbreaker é estritamente infantil, já que não tem originalidade, excitação e credibilidade". O filme também tem uma pontuação de 42 de 100 no Metacritic com base em 20 comentários, indicando "revisões mistas ou médias".